# Ritten Sport
Ritten Sport (auch Sportverein Ritten-Renon, Rittner Buam) ist ein Eishockeyverein in der Gemeinde Ritten, Südtirol, der momentan in der länderübergreifenden Alpen Hockey Liga spielt und zuvor Mitglied der Serie A und damit der höchsten italienischen Eishockeyliga war.

## Geschichte
Der SC Ritten (SC Renon, Oberbozen) entstand 1928 aus der Vereinigung des Skiklubs Oberbozen (gegründet 1922) und des Sportklubs Bolzano-Renon (gegründet 1927) und war damit einer der ersten Eishockeyclubs in Italien. Weitere Sportarten im Sportclub Renon waren der Skilauf und Eisschießen. Zudem wurde 1928 eine erste Skisprungschanze in Klobenstein eröffnet. Ab 1929 nahm der SC Renon an der italienischen Eishockeymeisterschaft teil. 1934 begannen Hoteliers, am Ritten Tennisplätze zu errichten, die im Winter zu Eislauf- und Eishockeyplätzen umgebaut wurden. 1935 wurde der Sportclub im Zuge der faschistischen Italienisierung in Circolo Italia Renon umbenannt. 1946 kehrte man zum ehemaligen Namen zurück und betrieb im Winter: Skilauf, Eishockey und Eiskunstlauf sowie im Sommer Tennis und Schwimmen. Die Sektion Eishockey trainierte und spielte auf dem 1947 errichteten Natureislaufplatz hinter dem Gasthof Rittnerhof in Oberbozen. 1966 wurde der Wintersportverein Rittnerhorn gegründet, der ebenfalls Skisport, Eishockey und Eisstockschießen förderte. 1971 wurde in Klobenstein die Eisschnelllaufbahn errichtet.
Anfang der 1980er Jahre spielte der SC Renon in der dritten Liga, der Serie C, während die zwei weiteren Vereine aus dem Rittner Hochtal, der HC Unterinn und der WSV Rittnerhorn aus Klobenstein, an der Landesliga teilnahmen. 1984 gelang es dem SC Ritten, die Serie C-Meisterschaft zu gewinnen. Daraufhin beschlossen die drei Sportvereine, die Kräfte zu bündeln und schlossen sich zum Sportverein Ritten zusammen. Bereits im zweiten Jahr der Teilnahme an der Serie B (Saison 1985/86) gewann der SV Ritten die Meisterschaft und stieg somit in die erste Liga auf. Zur Aufstiegsmannschaft gehörte unter anderen Mark Stuckey.

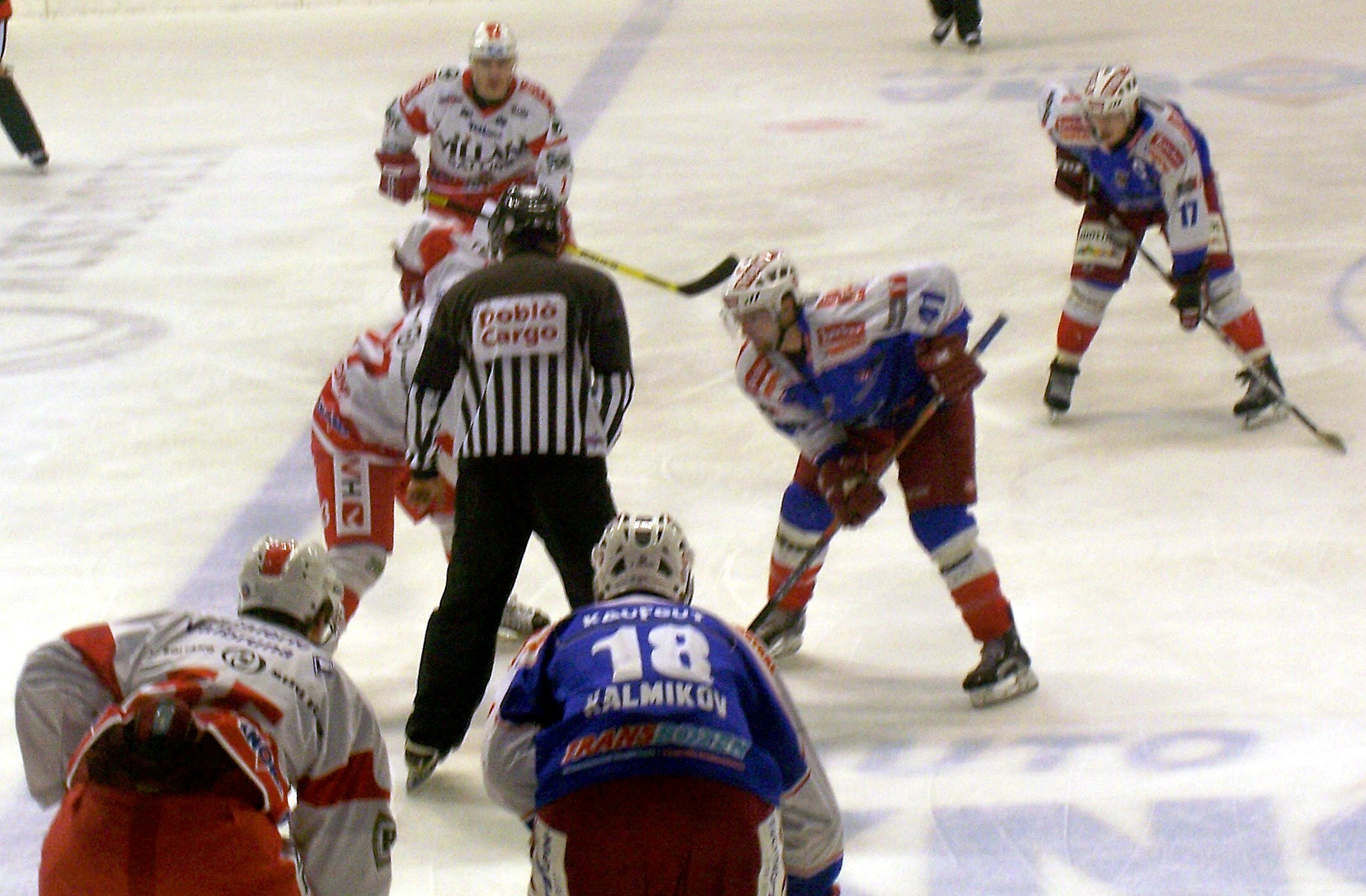
Der Rittner Luca Ansoldi (blauer Dress) beim Bully gegen Flavio Faggioni

In den folgenden zwei Jahren spielte der Verein in der Serie A1. Am Ende der Saison 1987/88 musste das Team um Steve Smith und David Jensen als Tabellenletzter wieder absteigen. In der folgenden Saison der Serie B begann die Karriere von Roland Ramoser, der zusammen mit seinem Vater Jakob in einer Mannschaft spielte.
Bis zur Saison 2000/01 spielte Ritten in der zweiten Spielklasse, bevor das Team den Aufstieg in die Serie A1 schaffte. Roland Ramoser kehrte zu diesem Zeitpunkt zum SV Ritten zurück. Ein Jahr später folgte der Wiederabstieg in die Serie B, bevor das Team 2004 den Wiederaufstieg in die Serie A schaffte. 2003 wurde der Sportverein Ritten in Ritten Sport Amateursportverein umbenannt. Am Ende der Saison 2005/06 stand die Mannschaft im Finale der Play-offs der Serie A, wo sie allerdings mit 0:3 gegen die HC Milano Vipers verlor. Auch in den Saisonen 2007/08 und 2008/09 stand Ritten im Finale, verlor aber beide Male gegen den HC Bozen. Seinen ersten nationalen Titel gewann der Verein mit der Supercoppa Italiana 2009. Hierbei wurde der HC Bozen erstmals in einem Titelkampf bezwungen.  2010 wurde die erste Eishockeymannschaft in eine Spielbetriebsgesellschaft, die Ritten Sport Hockey Amateursport GmbH, ausgelagert.

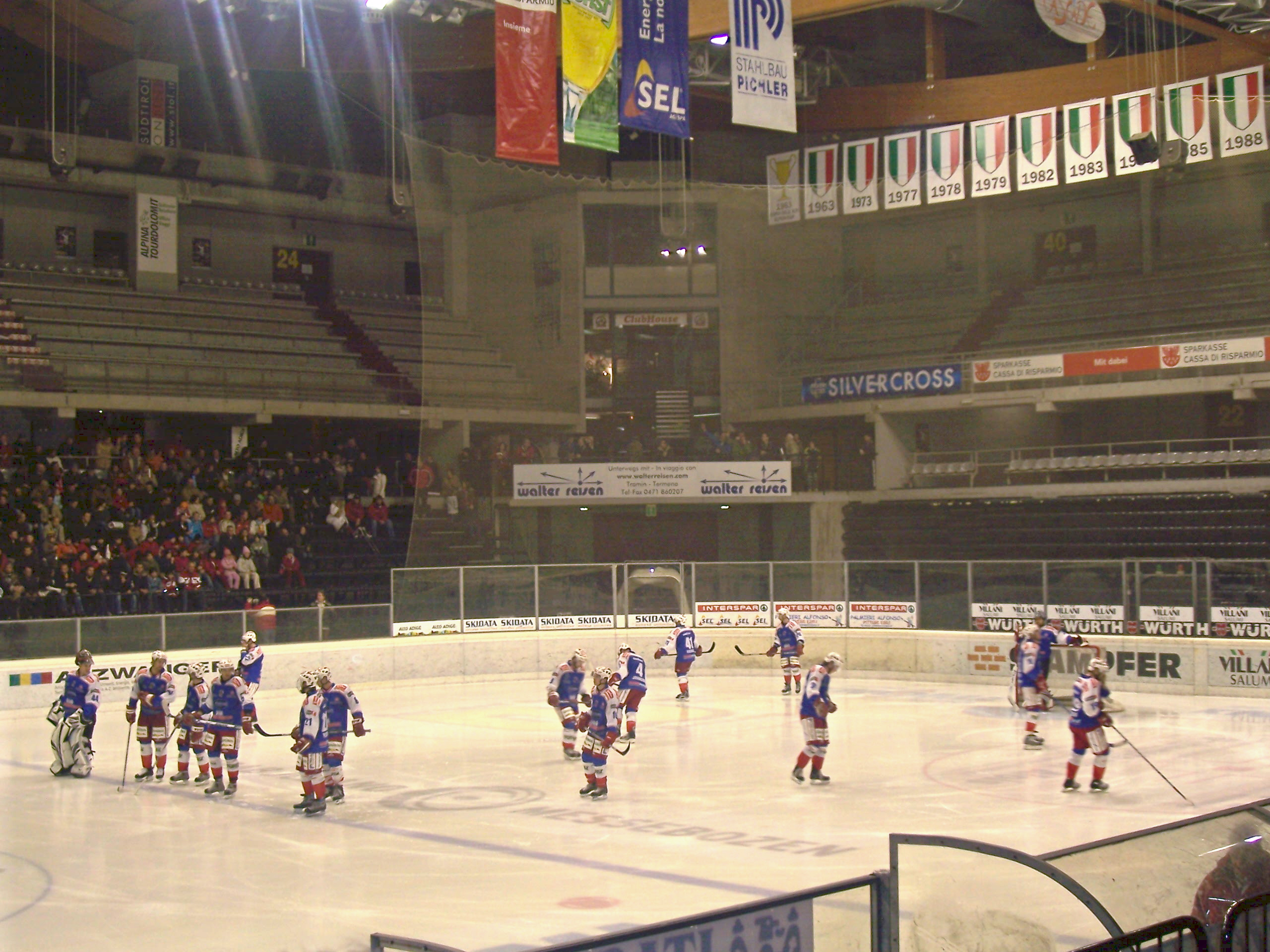
Warmup des Teams vor dem Spiel gegen den HC Bozen im Dezember 2006

Im April 2014 konnte der Verein erstmals die italienische Meisterschaft gewinnen; Meistertrainer war Rob Wilson. Dieser Erfolg konnte zwei Jahre später, diesmal unter der Leitung des finnischen Cheftrainers Riku-Petteri Lehtonen, wiederholt werden.
In der Saison 2016/17 gehörte der Verein zu den Mannschaften, die an der Premierensaison der länderübergreifenden Alpen Hockey Liga teilnahmen. Ritten Sport gewann diese erste Saison und auch die unter den besten italienischen Teams der Liga ausgespielte italienische Meisterschaft 2017. Vor Beginn der neuen Saison gewannen die Rittener durch einen 8:3-Erfolg gegen Pokalsieger Hockey Milano Rossoblu zum dritten Mal die Supercoppa Italiana.
Seine Heimspiele trägt der Ritten Sport in der 1.200 Zuschauer fassenden Ritten Arena in Klobenstein aus, während der Playoffs 2010 wurde die Eiswelle in Bozen genutzt.

## Trainer
- 1984/85  Gorazd Hiti[4]
- 1986/87  Peter Holzner
- 1987/88  Thomas Mair
- 1991/92  Mike Schwartz
- 1992/93  Mark Stuckey
- 1993–1995  Brian McColgan
- 1995–1997  Mark Stuckey
- 1997/98  Stanislav Holba
- 1998/99  Brian de Bruyn
- 1999/2000  Hans Rothkirch
- 2000/01  Brian de Bruyn
- 2001/02  Miroslav Fryčer
- 2002/03  Stanislav Holba
- 2003–2005  Doug McKay
- 2005/06  Ron Ivany
- 2006–2008  Paul Adey
- 2008–2010  Ron Ivany
- 2010/11  Erwin Kostner
- 2011  Bruno Aegerter
- 2011/12  Greg Holst
- 2012–2014  Rob Wilson
- 2014–2015  Marty Raymond
- 2015–2019  Riku-Petteri Lehtonen
- 2019–2020  Janne Saavalainen;  Jozef Budaj (Vertretung)
- 2020–2023  Santeri Heiskanen
- 2023–2024  Tray Tuomie
- 2024–2025  Jamie Russell
- seit 2025  Dave MacQueen

## Bekannte ehemalige Spieler
- David Jensen
- Phil Huber
- Ryan Malone
- Sean Blanchard
- Blaine Down
- Roland Ramoser
- Patrick Rissmiller
- Chris Mason